# Akiko Yano
Akiko Yano (矢野 顕子, nacida como 矢野 顕子 Akiko Suzuki); (13 de febrero de 1955) es una cantante y música de pop y jazz japonesa nacida en Tokio y criada en Aomori. Ha sido llamada "uno de los mayores talentos musicales del mundo de la música popular japonesa", y su voz y estilo de canto se han comparado con la cantante británica Kate Bush.
Ha grabado con Yellow Magic Orchestra y sus miembros Ryuichi Sakamoto, Haruomi Hosono y Yukihiro Takahashi, así también Swing Out Sister, Pat Metheny, The Chieftains, Lyle mayos, miembros de Little Feat, David Sylvian, Mick Karn, Kenji Omura, Gil Goldstein, Toninho Horta, Mino Cinelu, Jeff Bova, Charlie Haden, Peter Erskine, Anthony Jackson, David Rhodes, Bill Frisell, Thomas Dolby, la banda Quruli, Rei Harakami como Yanokami y su hija Miu Sakamoto.

## Biografía

### Primeros años
Akiko Yano nació como Akiko Suzuki en Tokio en 1955. Creció en la prefectura de Aomori, Japón, y aprendió a tocar alrededor de los tres años. Abandonó la escuela secundaria y se mudó a Tokio a los quince para convertirse en un músico profesional, y así logró envolverse en la escena jazz de la ciudad rápidamente, por los diecisiete años trabajaba como artista de artista de grabación de estudio.

### Carrera solista
El álbum debut de Yono, Japanese Girl, fue lanzado el 25 de julio de 1976 y fue un éxito importante e inesperado en Japón, haciendo a Yano una estrella de la noche a la mañana. El álbum fue grabado en Los Ángeles con Little Feat, y de las diez pistas del álbum, ella escribió nueve. El álbum ha sido alabado para su combinación única de estilos musicales diferentes como jazz, pop, blues, y música folk tradicional japonesa, y "todavía suena fresco hoy", según Paul Bowler de la revista de Record Collector. El éxito dirigió a su segundo álbum producido por ella misma, Iroha Ni Konpeitou, el cual fue lanzado en 1977. Esté fue grabado principalmente en Japón, e incluye a Yano improvisando en una variedad de instrumentos, respaldada por músicos prominentes como Rick Marotta y Haruomi Hosono. Alrededor de este tiempo, Yano empezó colaborar con Yellow Magic Orchestra y les acompañó en dos tours mundiales. Ellos también participaron como la banda de respaldo para su álbum de 1980 "Gohan Ga Dekitayo", el cual traduce a "La cena está lista", y marcó un cambio en su estilo musical hacia electro-pop. El álbum era también uno de los primeros CDs lanzados en 1982.
El álbum de 1981 "Tadaima" ("Estoy en casa") se ha convertido en el más amado dentro de la discografía de Yano, y también su favorito personal. La compañía récord a la que pertenecía en el momento le pidió un álbum que fiera un éxito comercial, así que Yano les dio lo que pidieron en el primer lado del vinilo, pero tomó el lado dos en una dirección vanguardista diferente, compuesto de alrededor de nueve canciones hechas a partir de cuentos escritos por niños. El álbum una vez más presentó la colaboración de YMO, así como una heta-uma caricaturesco en la portada diseñada por Teruhiko Yumura. El sencillo "Harusaki Kobeni" fue lanzado meses antes de que el álbum en su totalidad estuviera grabado, y logró el top 40 después de ser utilizado en anuncios de cosméticos.
Yano Estuvo introducido a banda británica, Japón, por Ryuichi Sakamoto de la Orquesta Mágica Amarilla, y en 1982 conocieron en los Estudios de AIRE en Londres para grabar un álbum, Ai Ga Nakucha Ne (" Tiene que haber Amor"). La compañía récord, Registro de Japón, liberó el álbum como puesto con un libro de fotografía y en un precio más bajo, cuando pedido por Yano. Después de su 1984 álbum Oh Hisse, Oh Hisse, Yano tomó una rotura de un años de grabar música para levantar sus niños, y decididos a refocus su carrera encima jazz, el cual dirigió al 1989 álbum Da la bienvenida a Atrás presentando Pat Metheny, Charlie Haden y Peter Erskine. Reubique a Ciudad de Nueva York en 1990.

### Otros proyectos
Los trabajos de Yano se extienden más allá de sus álbumes. Fue promovida por la compañía de animación japonesa Estudio Ghibli, conocida por trabajos como Princess Mononoke y Spirited Away. Yano Compuso la música para la película Mis Vecinos los Yamadas (así como la interpretación de un rol menor como Fujihara-sensei), también creó y actuó efectos de sonido usanso únicamente su voz para dos cortometrajes Yadosagashi y Mizugumo Monmon por el director de animación Hayao Miyazaki. Ambas películas fueron exhibidas en el Museo Ghibli en Mitaka, Tokio. Más recientemente en 2008, Yano actuó como actriz de voiceover en Gake no ue no Ponyo (Ponyo y el secreto de la sirenita en Hispanoamérica) como las hermanas de Ponyo. Además, Yano compuso música para la producción animada de Toei, Atashin'chi y banda sonora basada en piano para la película Tagatameni.
Como una artista internacional, Yano ha visitado Europa extensamente, actuando en El Festival de Jazz de Montreux, Café de la Danse, y Cité de la Musique en París. En 2002, también actuó una semana de conciertos especiales en el Pizza Express en Londres. En los Estados Unidos, Yano ha actuado en Los Ángeles, San Francisco, Seattle, Boston y Nueva York donde periódicamente elabora conciertos durante el año en Joe's Pub en el Teatro Público de Nueva York. En julio de 2009, actuó en el Festival de Jazz de Mar Del norte junto con su amigo pianista Hiromi Uehara. En años recientes ha aparecido en el Blue Note en Nueva York como artista invitada para Janis Siegel de The Manhattan Transfer , y como parte de un trío con Anthony Jackson en bajo y Cliff Almond en percusión en el Blue Note Tokyo desde 2003. En 2008, el guitarrista neoyorquino, Marc Ribot se unió a Yano para espectáculos agotados en el Blue Note Tokyo.
Yano se unió con Rei Harakami para crear el duo Yanokami, y en 2007 lanzaron su primer álbum de estudio Yanokami. En 2009, Wii Lee y Chris Parker se le unieron para formar el Akiko Yano Trio.

## Discografía

### Álbumes de estudio[19]
| Título                                                          | Detalles                                          |
| --------------------------------------------------------------- | ------------------------------------------------- |
| Japanese Girl                                                   | 25 de julio de 1976 Nippon Phonogram              |
| いろはにこんぺいとう Irohanikonpeitō                            | 5 de agosto de 1977 Nippon Phonogram              |
| ト･キ･メ･キ To Ki Me Ki                                         | 5 de septiembre de 1978 Nippon Phonogram          |
| ごはんができたよ Gohan ga Dekita yo                             | 20 de noviembre de 1980 Japan                     |
| ただいま｡ Tadaima.                                              | 1 de mayo de 1981 Japan                           |
| 愛がなくちゃね｡ Ai ga Nakucha ne                                | 25 de junio de 1982 Japan                         |
| オーエス オーエス Ōesu Ōesu                                     | 25 de junio de 1984 Tokuma Japan                  |
| 峠のわが家 Tōge no Wagaya                                       | 21 de febrero de 1986 Midi                        |
| Brooch                                                          | 5 de septiembre de 1986 Midi/Yano Music           |
| Granola                                                         | 21 de noviembre de 1987 Midi                      |
| Welcome Back                                                    | 21 de abril de 1989 Midi                          |
| Love Life                                                       | 25 de octubre de 1991 Epic/Sony                   |
| Super Folk Song                                                 | 1 de junio de 1992 Epic/Sony                      |
| Love Is Here                                                    | 2 de junio de 1993 Epic/Sony                      |
| Elephant Hotel                                                  | 1 de octubre de 1994 Epic/Sony                    |
| Piano Nightly                                                   | 21 de octubre de 1995 Epic/Sony                   |
| Oui Oui                                                         | 1 de julio de 1997 Epic/Sony                      |
| Go Girl                                                         | 4 de agosto de 1999 Epic/Sony                     |
| Home Girl Journey                                               | 1 de noviembre de 2000 Epic/Sony                  |
| Reverb                                                          | 20 de marzo de 2002 Epic/Sony                     |
| ホントのきもち Honto no Kimochi                                 | 27 de octubre de 2004 Yamaha Music Communications |
| Akiko                                                           | 22 de octubre de 2008 Yamaha Music Communications |
| 音楽堂 Ongakudō                                                 | 10 de febrero de 2010 Yamaha Music Communications |
| 矢野顕子、忌野清志郎を歌う Yano Akiko, Imawano Kiyoshirō o Utau | 6 de febrero de 2013 Yamaha Music Communications  |
| 飛ばしていくよ Tobashite Ikuyo                                  | 26 de marzo de 2014 Speedstar Records             |
| Welcome to Jupiter                                              | 16 de septiembre de 2015 Speedstar Records        |
| Soft Landing                                                    | 29 de noviembre de 2017 Speedstar Records         |
| ふたりぼっちで行こう Futari Bocchi de Ikou                      | 28 de noviembre de 2018 Speedstar Records         |
| 音楽はおくりもの Ongaku wa Okurimono                            | 25 de agosto de 2021 Speedstar Records            |

## Vida personal
Yano se casó y pronto después se divorció con Makoto Yano, el productor de su primer álbum. En 1975, nació su hijo Fuuta Yano. Más tarde se casaría con su amigo músico Ryuichi Sakamoto, con quien tendría una hija, Miu Sakamoto. Yano se separó de él en 1992 y se divorciaron en agosto de 2006. Yano es cristiana.